# 東日本大震災復興支援財団
公益財団法人東日本大震災復興支援財団（こうえきざいだんほうじん ひがしにほんだいしんさいふっこうしえんざいだん）は、東日本大震災で被災した子どもへの支援活動を行う公益財団法人である。主な事業は奨学金事業、助成事業、体験学習事業など。

## 概要
東日本大震災で被災した子どもとその家族への支援を目的として、東日本大震災の発生した2011年の6月に一般財団法人として設立した。その後、2011年7月11日に公益法人認定を受け、公益財団法人となる。同財団の発起人として、ソフトバンクグループの代表でもある孫正義、ソフトバンクホークス名誉会長の王貞治、そしてアイドルグループのSMAPの三者が名を列ねている。

## 主な事業

### ①高校生対象給付型奨学金　まなべる基金
2011年11月に創設。
東日本大震災の影響で、高校などへの進学・就学が困難な岩手県・宮城県・福島県の生徒を支援する返還不要の給付型奨学金制度。高校などに在籍中の最長 4 年間にわたり奨学金を給付する。
過去の支援人数
　第1期（2012年4月給付開始）	1,192人
　第2期（2013年4月給付開始）	815人
　第3期（2014年4月給付開始）	472人
　第4期（2015年4月給付開始）	87人
　第5期（2016年4月給付開始）	77人
　第6期（2017年4月給付開始）	91人
　第7期（2018年4月給付開始）	76人
　第8期（2019年4月給付開始）	63人
　第9期（2020年4月給付開始）	48人
　第10期（2021年4月給付開始）	86人
　第11期（2022年4月給付開始）	97人

### ②支援団体向け助成　子どもサポート基金
東日本大震災で被災した地域の子どもたちへ支援活動を行う団体に助成する事業。子どもたちができるだけ早く日常の生活を取り戻し、心身の健康を回復し、主体性を発揮し希望を持ってたくましく成長できるよう、サポートしている。
過去の助成実績
- 第1期（2011年8月～2011年X月）・・・51団体
- 第2期（2011年8月～2011年X月）・・・70団体
- 第3期（2011年8月～2011年X月）・・・52団体
- 第4期・・・40団体
- 2014年度上期・・・40団体
- 2014年度後期・・・17団体
- 2015年度・・・27団体
- 2016年度・・・22団体
- 2018年度・・・14団体
- 2021年度・・・17団体 ※2016年度より複数年での助成を開始

### ③18歳まで携帯料金サポート
東日本大震災で孤児となった子どもがコミュニケーションツールとしてスマホや携帯電話を安心して利用できるよう、経済的負担の軽減を目的として支援。

### ④東北「夢」応援プログラム
東北で暮らす子どもたちを対象に、プロのコーチなどからスポーツなどの指導を受ける機会を提供する。東北にゆかりのあるコーチや震災直後から積極的に支援活動をされてきた各地のコーチ・団体による遠隔指導を通じ、指導者が不足しているスポーツや文化・教育分野 の指導機会を提供することで、子どもたちの「やりたい」気持ちや 夢を追求する環境を応援。子どもたちは「夢宣言イベント」へ参加し、自分の目標をコーチを約束したあと、夢や目標に向けて、計画的に練習に励むよう支援する。主体的に行動できる力を育むことで、今後の東北を担う人材の育成を目指している。

### ⑤ユースアクション東北
被災地域の復興や活性化のために活動する若者を資金面と人材面から支援し、活動のさらなる発展を後押しするプログラム。活動費用をサポートする「助成金プログラム」を提供するとともに、活動の継続と実現のために、アドバイスやサポートをする大人の伴走者と助成団体をマッチングすることで、東北の活気と変化の創造への寄与を目的としている。

### ⑥HAMADOORIフェニックスプロジェクト
福島県浜通り地域で起業したいという地域貢献意思を強く持ち、「地域のリーダー」となり得る若者を支援するための起業家応援事業。実施運営主体は、浜通り地域における地域発信事業やイベント事業、若者支援事業などを運営するHAMADOORI１３が募集受付や交付決定者および団体への伴走などを主体となり実施。2021年に発足し、第一期は4団体5名の事業を採択。

#### ・東日本大震災および令和元年台風第19号による二重被災世帯への「児童学習支援」
2011年3月に発生した東日本大震災で被災し、さらには2019年10月に発生した「令和元年台風第19号」で二重被災された世帯の中学生以下の児童を対象に、困難な中においても継続した学習や教育活動ができる環境を支援する目的で奨学金として児童一人につき5万円を給付。
・支援実績　162件（324名）　16,200,000円

#### ・みやぎ「夢・復興」ジュニアスポーツパワーアップ事業
宮城県の小学4～6年生を対象としてトップアスリートを目指す「みやぎジュニアトップアスリートアカデミー」と、宮城県の子どもたち全体の体力向上を目指す「未来を担うみやぎっ子 体力向上キャンペーン」を。復興の原動力として長きにわたり活躍できる、心身ともにたくましい人材を育てることを目的としている。
※2019年4月1日で宮城県に事業移譲。公益財団法人宮城県スポーツ協会主体で現在も実施している。

#### ・ふみだすふくしまプログラム
福島県の親子を支援するための5つの支援プログラムの総合的な名称。下記の5つのプログラムで構成されている。

#### ・一時転居支援
福島県に住む親子または妊婦にいる家庭に対して、転居の費用を助成する制度

#### ・ふみだす探検隊
福島県の子どもたちへの保養プログラム。放射線量の低い地域での外遊びや、キャンプなどの体験学習プログラムを定期的に実施している。

#### ・ふみだす生活サポートセンター
2011年12月に開設され、福島県内に住む人や福島県外に避難した人の生活相談窓口。電話とメールでの相談業務を行なっている。

#### ・ふみだす未来の教室 in 南相馬
福島県南相馬市において発達障害児を支援している学習支援施設

#### ・ふみだす集中ゼミ in 会津若松
会津若松市に避難した中高生を対象に、避難生活などで発生した学習の遅れを支援する活動